# Quan hệ Israel – Việt Nam
Quan hệ Israel – Việt Nam là mối quan hệ đối ngoại giữa nhà nước Israel và Cộng hòa Xã hội Chủ nghĩa Việt Nam.
Việt Nam và Israel đã thiết lập quan hệ ngoại giao vào 12 tháng 7 năm 1993. Israel đã mở đại sứ quán tại Hà Nội tháng 12 năm 1993 và đại sứ Do Thái đầu tiên tại Việt Nam là David Matnai. Còn đại sứ đầu tiên của Việt Nam tại Tel Aviv là Đinh Xuân Lưu.

## Quan hệ ngoại giao

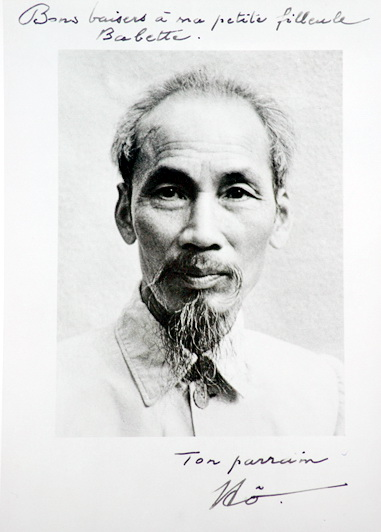
Chủ tịch Hồ Chí Minh

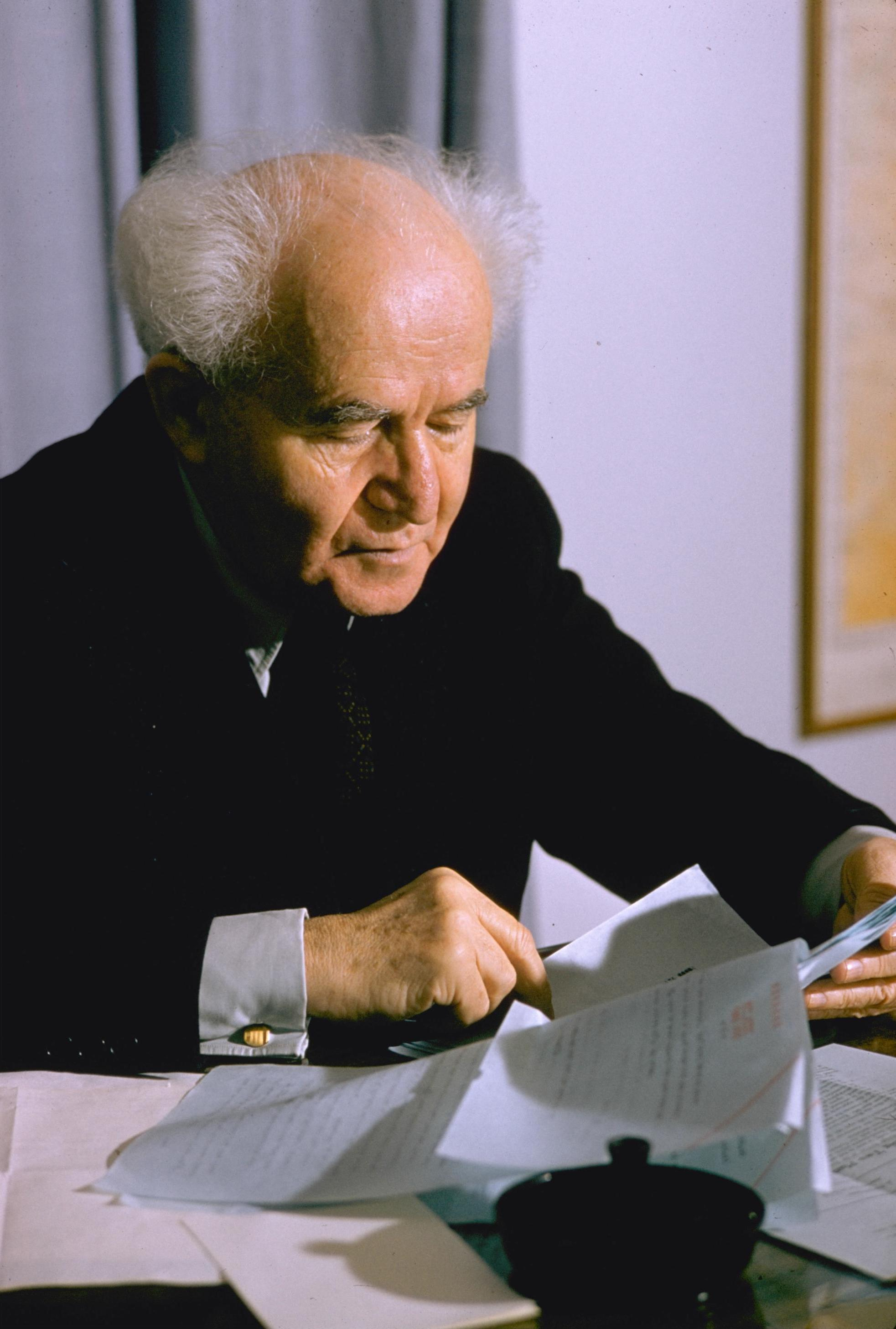
Thủ tướng David Ben-Gurion

Năm 1946, thủ tướng tương lai của Israel David Ben-Gurion và Chủ tịch Việt Nam Dân chủ Cộng hòa Hồ Chí Minh đã ở tại cùng một khách sạn ở Paris và họ đã trở thành bạn bè thân thiết. Hồ Chí Minh đã mời Ben Gurion đến sống lưu vong tại Việt Nam. Ben Gurion đã từ chối và nói với Hồ Chủ tịch: "Tôi chắc chắn chúng tôi sẽ thành lập được một Chính phủ Do Thái ở Palestine".
Việt Nam và Israel đã thiết lập quan hệ ngoại giao ngày 12 tháng 7 năm 1993. Israel đã mở đại sứ quán tại Hà Nội tháng 12 năm 1993 với David Matnai là đại sứ đầu tiên.
Đại sứ Việt Nam đầu tiên tại Israel, ông Đinh Xuân Lưu, đã trình quốc thư đến Tổng thống Israel Shimon Peres ngày 8 tháng 7 năm 2009. Đại sứ quán Việt Nam nằm tại số 4 phố Weizman, Tel Aviv. Tại buổi tiếp đón, tổng thống Shimon Peres đã nói với tân đại sứ: "Tôi chúc mừng chính phủ Việt Nam đã quyết định mở một đại sứ quán ở Israel. Việc thành lập đại sứ quán mở ra một thời kỳ mới trong quan hệ hai nước".
Từ khi tạo dựng mối quan hệ ngoại giao, hai nước đã thường xuyên có những chuyến thăm lẫn nhau ở nhiều cấp và đã củng cố sự hợp tác trên các lĩnh vực như thương mại, giáo dục, văn hóa, nông nghiệp và hợp tác kỹ thuật. Những chuyến thăm của chính phủ Israel thường đi kèm với những đoàn đại biểu bao gồm các doanh nhân, các học giả, nhà báo, nghệ sĩ, nhạc sĩ, nhân viên pháp lý,...

## Quan điểm chính trị
Việt Nam ủng hộ giải pháp hai nhà nước cho Israel cũng như Palestine.
Thông tấn xã Việt Nam đã dẫn lời phát ngôn viên Bộ Ngoại giao Việt Nam Nguyễn Phương Nga ngày 26 tháng 3 năm 2010 rằng Việt Nam quan ngại về tình hình gia tăng căng thẳng ở Trung Đông và phê bình Israel vì quyết định xây dựng các khu định cư mới tại Đông Jerusalem. Trả lời câu hỏi về phản ứng của Việt Nam trước sự leo thang tại Trung Đông, bà Nga nói: "Việt Nam ủng hộ tuyên bố được đưa ra vào ngày 19 tháng 3 bởi nhóm bốn bên về Trung Đông (Hoa Kỳ, Nga, Liên minh châu Âu và Liên hiệp Quốc) và kêu gọi sự kiềm chế từ các bên liên quan".

## Quan hệ kinh tế
Các doanh nhân Israel đã thể hiện sự quan tâm đáng kể đến Việt Nam và tổ chức nhiều chuyến công tác tới đất nước này để khám phá các cơ hội đầu tư vào nông nghiệp, nuôi trồng thủy sản, du lịch, khai thác và sản xuất dầu khí, viễn thông và dược phẩm. Vào tháng 8 năm 2004, Israel và Việt Nam đã ký Hiệp định Hợp tác Kinh tế và Thương mại, một cơ sở pháp lý quan trọng để phát triển thương mại hơn nữa. Kim ngạch thương mại hai chiều đã đạt 70 triệu đô la Mỹ vào năm 2005. Hai tập đoàn của Israel là Agronet và Astraco đã mở văn phòng tại Hà Nội. Trong bối cảnh còn có nhiều khó khăn của kinh tế thế giới và Việt Nam, trao đổi thương mại hai chiều giữa Việt Nam và Israel vẫn tiếp tục tăng trưởng, từ khoảng 68 triệu USD (2005) lên tới hơn 600 triệu USD (2013).
Công nghệ và bí quyết phát triển tại Kibbutz Afikim sẽ được sử dụng trong dự án sản xuất sữa trị giá nửa tỷ đô la tại Việt Nam. Dự án này bao gồm việc thiết lập 30.000 con bò sữa để cung cấp 500.000 lít sữa mỗi ngày, khoảng 40% lượng tiêu thụ sữa hiện tại của Việt Nam. Afikim sẽ chịu trách nhiệm cho tất cả các giai đoạn của doanh nghiệp, bao gồm cả chăn nuôi và chuẩn bị đất cho các loại cây trồng sẽ được sử dụng làm thức ăn chăn nuôi.
Chính phủ Việt Nam và Israel đã ký một thỏa thuận về tránh thuế hai lần tại Hà Nội vào ngày 4 tháng 8 năm 2009, tạo ra một môi trường pháp lý minh bạch và lành mạnh cho các doanh nghiệp của họ để tăng các giao dịch. Người ký vào văn bản là Thứ trưởng Bộ Tài chính Trần Xuân Hà và Đại sứ Israel tại Việt Nam Effie Ben Matityau. Cả hai đều nhấn mạnh tầm quan trọng của thỏa thuận trong việc thúc đẩy hợp tác kinh tế và thương mại giữa hai nước. Israel và Việt Nam cũng đang nỗ lực hoàn thành một hiệp định thương mại tự do, điều đó sẽ tăng cường hơn nữa mối quan hệ kinh doanh giữa hai nước.
Chính phủ Israel đã giúp đào tạo và giáo dục người Việt về khoa học nông nghiệp, nuôi trồng thủy sản, chăn nuôi và sản xuất sữa. Việt Nam, hiện được coi là một trong những nền kinh tế hàng đầu ở các nước đang phát triển, phụ thuộc một phần vào thành công của nó đối với công nghệ và phát triển nông nghiệp của Israel.
Về tổng quan nền kinh tế Israel, trong năm 2014, tổng sản phẩm quốc nội đạt 303,772 triệu Đôla với thu nhập bình quân đầu người là 36,991 USD/năm. Đặc biệt, trong tổng số 53,364 triệu đô la xuất khẩu của nhóm các ngành công nghiệp, xuất khẩu công nghệ cao đạt 19,947 triệu Đôla. Tỉ lệ thất nghiệp là 5.9% và lạm phát ở mức -0.2%.

### Thương mại hai chiều
Theo Bộ Công thương Việt Nam, tính chung sáu tháng đầu năm 2014, tổng kim ngạch xuất nhập khẩu Việt Nam – Israel đạt 426 triệu USD, tăng 53% so với cùng kỳ năm 2013. Trong đó, kim ngạch xuất khẩu của Việt Nam đạt 261 triệu USD và nhập khẩu từ Israel đạt 165 triệu USD. Việt Nam chủ yếu xuất khẩu sang Israel mặt hàng điện thoại di động và linh kiện, hàng thủy sản, giày dép các loại ... Kim ngạch nhập khẩu hàng hóa của Việt Nam từ Israel có mức tăng trưởng cao, đặc biệt là mặt hàng phân bón cho sản xuất nông nghiệp, máy móc, thiết bị, phụ tùng phục vụ sản xuất trong nước.
Năm 2013, theo số liệu của Tổng cục Hải quan Việt Nam và nguồn của Bộ Ngoại giao Việt Nam, kim ngạch thương mại hai chiều Việt Nam – Israel đạt 605,3 triệu USD, tăng 38,15%. Trong đó, xuất khẩu của Việt Nam sang Israel đạt 400.6 triệu USD, tăng 43,45%, nhập khẩu từ Israel đạt 204,7 triệu USD, tăng 28,84% so với cùng kỳ năm trước.
Năm 2012, kim ngạch thương mại song phương đạt 438,1 triệu USD, tăng 17% so với năm 2011 (trong đó Việt Nam xuất khẩu khoảng 279.3 triệu USD sang Israel và nhập khẩu 158,9 triệu USD từ Israel).
Theo số liệu của Bộ Kinh tế Israel, kim ngạch xuất khẩu của nước này sang Việt Nam đạt 702 triệu USD năm 2013 và 745 triệu USD năm 2012; trong khi nhập khẩu 413,2 triệu USD năm 2013 và 318 triệu USD năm 2012.
Hai bên đặt ra mục tiêu thúc đẩy giá trị trao đổi thương mại hai chiều lên 2 tỉ USD vào năm 2016.

#### Đầu tư
Theo Bộ ngoại giao Việt Nam, Israel hiện xếp thứ 56/81 nước và vùng lãnh thổ đầu tư vào Việt Nam. nước và vùng lãnh thổ đầu tư vào Việt Nam với 9 dự án và tổng số vốn đăng ký 33,77 triệu USD. Các công ty Israel đã tham gia liên doanh, đầu tư vào một số dự án như khu du lịch Ánh Dương ở Khánh Hòa, toà nhà Landmark ở Hà Nội và Capital Fund Tp Hồ Chí Minh... Một số dự án hợp tác (trồng hoa, rau, cây ăn quả, chăn nuôi bò sữa) sử dụng công nghệ cao của Israel tại Hà Nội, Hải Phòng, Nghệ An, Đà Lạt và Thành phố Hồ Chí Minh bước đầu đã thu được kết quả đáng khích lệ: Dự án trang trại sữa TH True milk, Dự án Trang trại thực nghiệm về trình diễn bò sữa tại TPHCM...
Đặc biệt, trong chuyến thăm của Tổng thống Shimon Peres tới Việt Nam vào tháng 11 năm 2011, Bộ trưởng Bộ Khoa học và Công nghệ Israel, Bộ trưởng Bộ Nông nghiệp và Phát triển Nông thôn Israel, cùng khoảng 60 đại diện các doanh nghiệp hàng đầu Israel cùng các đối tác Việt Nam đã tham dự Diễn đàn Doanh nghiệp Việt Nam - Israel. Sự kiện này đã mở ra nhiều cơ hội hợp tác sâu và rộng hơn giữa hai bên trên mọi lĩnh vực, nổi bật là nông nghiệp và khoa học kĩ thuật.

### Các cơ quan phụ trách
Phòng Kinh tế và Thương mại Israel tại Việt Nam, thuộc Bộ Kinh tế Israel, là cầu nối, thúc đẩy và củng cố mối quan hệ hợp tác trong lĩnh vực kinh tế thương mại giữa Việt nam và Israel. Phòng Kinh tế và Thương mại Israel có chức năng hỗ trợ cộng đồng doanh nghiệp Israel tìm kiếm đối tác tại Việt nam, thu xếp gặp gỡ, tiếp xúc giữa doanh nghiệp Israel với các cơ quan hữu quan cũng như doanh nghiệp Việt nam, và cung cấp thông tin sơ bộ về các cơ hội kinh doanh tại thị trường Việt nam. Đối với các doanh nghiệp Việt Nam, Phòng KT&TM hỗ trợ cung cấp thông tin và địa chỉ liên lạc của các cơ quan hữu quan cũng như các doanh nghiệp Israel. Đồng thời, thương mại song phương được xúc tiến thông qua các hội thảo, hội nghị, diễn đàn, và triển lãm được tổ chức tại hai nước.
Ủy ban Liên Chính phủ Việt Nam và Israel được thành lập theo Nghị định thư thành lập Ủy ban Liên chính phủ Việt Nam - Israel (4/2013) và có khóa họp đầu tiên vào đầu tháng 10/2014, đặt ra mục tiêu thúc đẩy giá trị trao đổi thương mại hai chiều lên 2 tỉ USD vào năm 2016 và tiếp tục tham vấn lẫn nhau về hiệp định thương mại tự do song phương FTA, cùng nhau xây dựng cơ chế phù hợp, nhằm tạo điều kiện cho doanh nghiệp đôi bên hợp tác chặt chẽ hơn trong việc sản xuất và sử dụng năng lượng tái tạo...
Ban Việt Nam - Israel thuộc Phòng Thương mại Israel – Châu Á được thành lập ngày 16/7/2014, với mục đích tăng cường sự giao lưu hợp tác giữa hai quốc gia, đặc biệt là lĩnh vực nông nghiệp. Chủ tịch là ông Omri Horowitz.

### Các lĩnh vực hợp tác chính

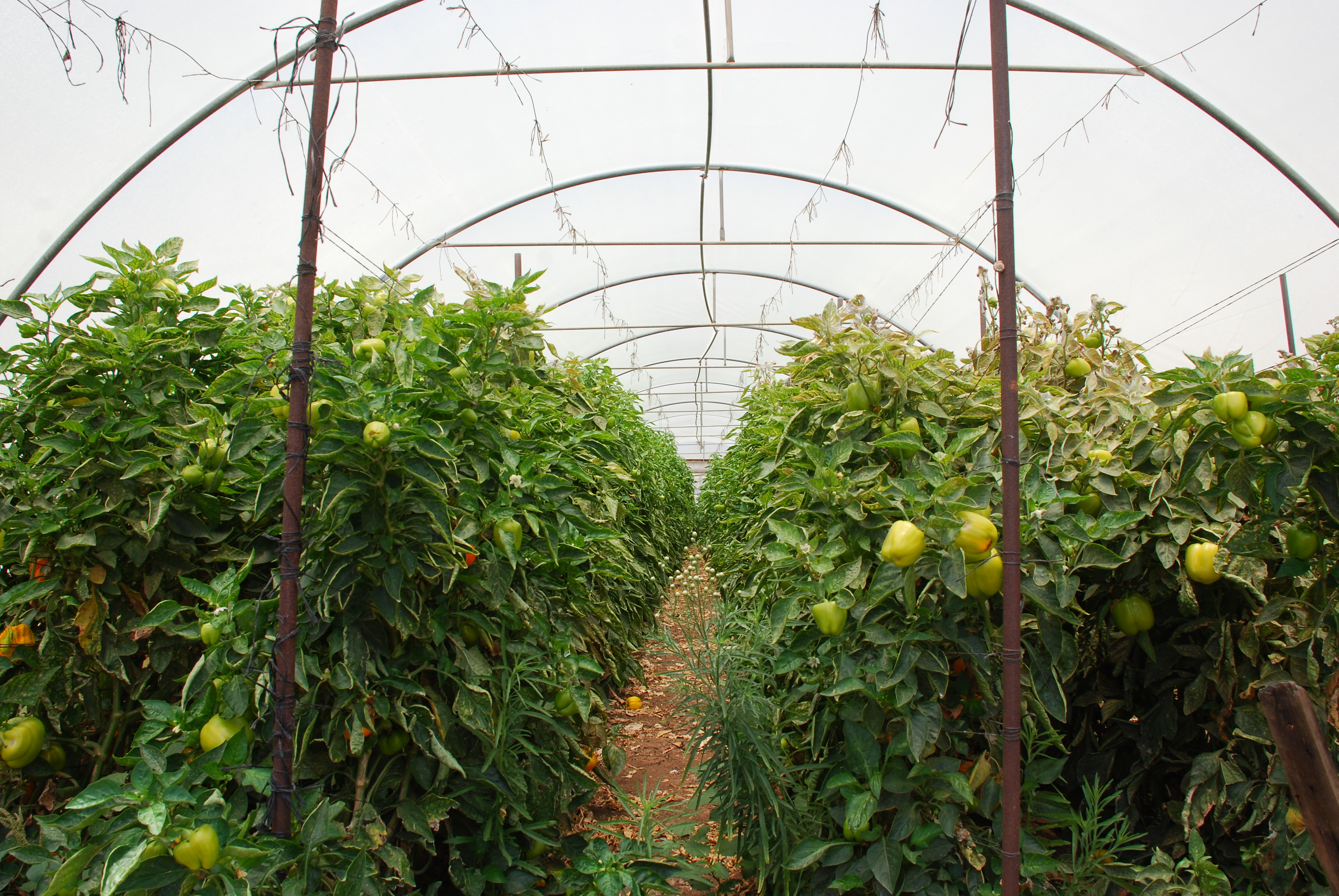

#### Nông nghiệp
Hai bên không ngừng đẩy mạnh hợp tác nông nghiệp, vốn là thế mạnh của Israel và chiếm phần lớn tỉ trọng kinh tế Việt Nam. Nổi bật là các chương trình hợp tác phát triển chăn nuôi bò sữa (Nghệ An, Thành phố Hồ Chí Minh...), nuôi trồng thủy sản (Cần Thơ)... với các công nghệ của Israel dẫn đầu thế giới như công nghệ chăn nuôi bò sữa, tưới nhỏ giọt, lai giống, Theo dự kiến, hai bên có thể sớm thành lập Quỹ Nghiên cứu và Phát triển nông nghiệp Israel – Việt Nam, sau hàng loạt chuyến thăm cấp cao giữa hai nhà nước, đặc biệt là trong dịp kỉ niệm 20 năm thiết lập quan hệ ngoại giao Israel – Việt Nam.

#### Công nghệ cao

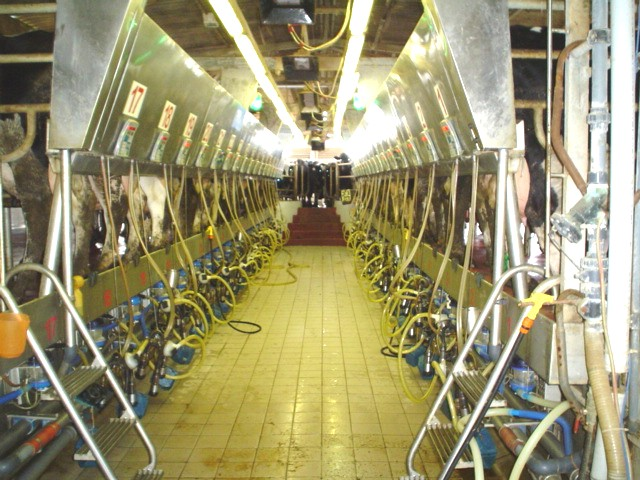

Các công ty Việt Nam rất quan tâm đến giải pháp, thiết bị ngành viễn thong của Israel, một vài ví dụ cụ thể như giải pháp OTT, IPTV, VOD và các thiết bị cũng như giải pháp truyền dẫn. chưa có ghi nhận cụ thể về các hợp đồng hợp tác được ký kết nhưng các công 2 bên đang trong giai đoạn thảo luận, và đám phán.

#### Đào tạo
Israel đã tổ chức đào tạo nhiều cán bộ khoa học kĩ thuật, tu nghiệp sinh nông nghiệp Việt Nam tại Israel, cũng như đào tạo, nâng cao năng lực cho cán bộ Việt Nam qua các chương trình chìa khóa trao tay, các dự án hợp tác đầu tư giữa hai nước, chủ yếu là trong các lĩnh vực nông nghiệp, công nghệ cao, an ninh quốc phòng, an ninh mạng...
Nhìn chung, hai nước Việt Nam và Israel hiện có tiềm năng hợp tác trong các lĩnh vực như công nghệ nông nghiệp, công nghệ sinh học, xử lý nước, viễn thông, an toàn thực phẩm, đồ điện tử, chăm sóc sức khỏe...

### Các Hiệp định/Thỏa thuận về thương mại
Nhiều hiệp định hợp tác song phương đã được ký kết, thúc đẩy phát triển thương mại giữa hai bên:
- Hiệp định khung hợp tác kinh tế, khoa học, kỹ thuật, nông nghiệp và thương mại (1996)
- Hiệp định hợp tác du lịch (1996)
- Hiệp định hợp tác nông nghiệp (1997)
- Tháng 8 năm 2004, Israel và Việt Nam đã ký kết Hiệp định Hợp tác Kinh tế và Thương mại, tạo cơ sở pháp lý quan trọng cho thương mại tiếp tục phát triển
- Hiệp định hợp tác vận tải hàng không. (Tháng 6/2007)
- Nghị định thư hợp tác tài chính giữa Israel và Việt Nam (2007); Hiệp định bổ sung cho Nghị định thư hợp tác tài chính (tháng 10/2007) trị giá 150 triệu USD); Hiệp định bổ sung tài chính (11/2011) trị giá 100 triệu USD) cung cấp tín dụng cho các doanh nghiệp Việt Nam hợp tác kinh doanh với các đối tác Israel
- Hiệp định miễn thị thực cho hộ chiếu ngoại giao và công vụ (2009)
- Hiệp định tránh đánh thuế hai lần và chống trốn thuế đối với thuế thu nhập và tài sản
- Bản Ghi nhớ giữa hai Bộ KH & CN về hợp tác nghiên cứu khoa học và công nghệ (2009)
- Thỏa thuận về bảo mật thông tin giữa hai Bộ Quốc phòng, Hiệp định bổ sung tài chính
- Hiệp định vận tải biển, Văn bản bổ sung Nghị định thư hợp tác Tài chính và Văn kiện hợp tác về Vận tải Biển 2010, 2011
- Thoả thuận hợp tác giữa Phòng Thương mại và Công nghiệp Việt Nam và Liên đoàn các Phòng Thương mại và Liên đoàn các Tổ chức Kinh tế Israel (2011)
- Hiệp định hợp tác trong lĩnh vực thú y và kiểm dịch động vật (5/2012-Việt Nam đã phê duyệt)
- Nghị định thư thành lập Ủy ban Liên chính phủ Việt Nam - Israel (4/2013)[15]

## Hợp tác quân sự, nông nghiệp, công nghệ
Nhiều chuyên gia quân sự Israel đã bị ấn tượng bởi sự phát triển của quân đội Việt Nam và các thiết bị của nó, dẫn đến Chính phủ Israel và Lực lượng Quốc phòng Israel phát triển mối quan hệ sâu sắc hơn với Quân đội Nhân dân Việt Nam. Nhiệm vụ quân sự đầu tiên của Israel tại Việt Nam được bắt đầu vào năm 2012-13. Chính phủ Việt Nam tiếp tục bày tỏ sự quan tâm để hợp tác hơn nữa, và thậm chí là các cuộc tập trận quân sự giữa hai nước. Việt Nam mua một số vũ khí sản xuất từ Israel để bổ sung sức mạnh cho quân đội Việt Nam.
Israel cũng đã phái nhiều chuyên gia đến Việt Nam để đào tạo tại chức cho các đồng nghiệp Việt Nam, đặc biệt là trong nông nghiệp. Các quan chức chính phủ và các chuyên gia từ các bộ khác nhau ở Việt Nam đã đến thăm Israel để nghiên cứu các tour du lịch cũng như cho các khóa đào tạo. Các khóa học tại chỗ khác nhau đã được thực hiện trong các lĩnh vực khác nhau, như nông nghiệp, nuôi trồng thủy sản, chăn nuôi, sản xuất và giáo dục sữa, dưới sự bảo trợ của MASHAV, Trung tâm Hợp tác Quốc tế của Israel.
Diễn đàn hợp tác khoa học và công nghệ hơn nữa giữa Việt Nam và Israel đã diễn ra tại Hà Nội vào ngày 18 tháng 1 năm 2010, thu hút sự tham gia của gần 160 doanh nghiệp từ cả hai nước. Phát biểu tại diễn đàn đầu tiên của loại hình này tại Việt Nam, Phó Chủ tịch Phòng Thương mại và Công nghiệp Việt Nam (VCCI) Phạm Gia Túc, tuyên bố rằng chính phủ Việt Nam coi Israel là một đối tác quan trọng trong chính sách của mình để tăng cường hợp tác nhiều mặt với các nước ở Trung Đông. Năm 2016, một nhóm sinh viên và giáo viên Việt Nam đã tới Israel để tìm hiểu về robot và khởi nghiệp.

## Quan hệ văn hóa
Năm 2013, Việt Nam đã tổ chức một liên hoan phim của Israel, kỷ niệm 20 năm quan hệ ngoại giao giữa hai nước.
Nhiều cuốn sách của Israel đã được dịch sang tiếng Việt.
Bộ phim Người phán xử của Việt Nam dựa trên kịch bản Israel đã được trình chiếu trên VTV3 và thu hút được lượng người xem đáng kể

## Đại sứ quán, lãnh sự quán
- Tại Việt Nam:
- Hà Nội (Đại sứ quán)

- Tại Israel:
- Tel Aviv (Đại sứ quán)[19]